# Denis Dmitrijev
Denis Dmitrjev (Russisch: Денис Сергеевич Дмитриев; Moskou, 23 maart 1986) is een Russisch baanwielrenner, gespecialiseerd in de sprint, Keirin en teamsprint. Hij nam deel aan de Olympische Spelen van 2008, 2012 en 2016 en won hierbij een bronzen medaille op de sprint.
Dmitrjev won in 2017 de wereldtitel op de sprint door in de finale Harrie Lavreysen te verslaan.

## Belangrijkste resultaten
2004
- Europese kampioenschappen baanwielrennen, junioren, teamsprint

2008
- Europese kampioenschappen baanwielrennen, onder 23 jaar, teamsprint

2010
- Europese kampioenschappen baanwielrennen, sprint

2011
- Europese kampioenschappen baanwielrennen, sprint

2012
- Europese kampioenschappen baanwielrennen, sprint
- Europese kampioenschappen baanwielrennen, keirin

2013
- Wereldkampioenschappen baanwielrennen, sprint
- Europese kampioenschappen baanwielrennen, sprint
- Europese kampioenschappen baanwielrennen, teamsprint (samen met Andrey Kubeev en Pavel Jakoesjevski)

2014
- Wereldkampioenschappen baanwielrennen, sprint
- Europese kampioenschappen baanwielrennen, keirin
- Europese kampioenschappen baanwielrennen, teamsprint (samen met Nikita Shurshin en Pavel Jakoesjevski)

2015
- Wereldkampioenschappen baanwielrennen, sprint
- Europese kampioenschappen baanwielrennen, keirin

2016
- Wereldkampioenschappen baanwielrennen, sprint
- Olympische Zomerspelen, sprint

2017
- Wereldkampioenschappen baanwielrennen, sprint
- Europese kampioenschappen baanwielrennen, keirin

2019
- Wereldkampioenschappen baanwielrennen, teamsprint
- Europese Spelen, sprint
- Europese Spelen, keirin
- Europese kampioenschappen baanwielrennen, keirin

2020
- Europese kampioenschappen baanwielrennen, teamsprint
- Europees kampioenschap, sprint
- Europees kampioenschap, keirin